# Lygus bradleyi
Lygus bradleyi är en insektsart som beskrevs av Knight 1917. Lygus bradleyi ingår i släktet Lygus och familjen ängsskinnbaggar. Inga underarter finns listade i Catalogue of Life.